# Montejo (Salamanca)
Montejo és un municipi de la província de Salamanca a la comunitat autònoma de Castella i Lleó.
| Gràfica d'evolució d'habitants de Montejo entre 1842 i 2021                                          |
| |
| Població de dret segons els censos de l'INE. Població de fet segons els censos de població de l'INE. |